# Labrit
Labrit je naselje in občina v jugozahodnem francoskem departmaju Landes regije Akvitanije. Leta 2009 je naselje imelo 881 prebivalcev.

## Geografija
Kraj leži v pokrajini Gaskonji znotraj naravnega regijskega parka Landes de Gascogne ob reki Estrigon, 28 km severno od Mont-de-Marsana in 93 km južno od Bordeauxa.

## Uprava
Labrit je sedež istoimenskega kantona, v katerega so poleg njegove vključene še občine Bélis, Brocas, Canenx-et-Réaut, Cère, Garein, Maillères, Le Sen in Vert s 3.474 prebivalci (v letu 2009).
Kanton Labrit je sestavni del okrožja Mont-de-Marsan.

## Zanimivosti
- ostanki nekdanjega gradu Château de Labrit iz prve polovice 13. stoletja,
- neogotdka cerkev sv. Medarda.